# Розелла Фальк
 Розелла Фальк (італ. Rossella Falk; 10 листопада 1926 — 5 травня 2013) — італійська акторка.

## Біографія
Закінчила Академію драматичного мистецтва в Римі, на театральній сцені з 1949 року. 
У 1951—1953 роки — акторка театральної компанії Ріни Мореллі і Паоло Стоппа, з 1954 — акторка «Piccolo Teatro» в Мілані, з 1955 — акторка «Compagnia dei Giovani». Прославилася в спектаклях за п'єсами Луїджі Піранделло, Генріха Ібсена і Тенессі Вільямса. 
Дебют у кіно — «Guarany» (1948, реж. Ріккардо Фреда). Серед найкращих робіт на великому екрані — участь у фільмах Федеріко Фелліні «8 ½» (1963), «Я її добре знаю» (1965, реж. Антоніо П'єтранджелі), «Модесті Блейз» (1966, реж. Джозеф Лоузі), «Легенда про Лайлі Клер» (1968, реж. Роберт Олдріч).
Розелла Фальк насамперед залишалася театральною акторкою, на сцені працювала з режисерами Франко Дзефіреллі, Лукіно Вісконті, Ораціо Коста, Джанкарло Кобеллі, Джузеппе Патроні і Джорджо Де Луллі. 
У 1987—1997 — Розелла Фальк керівниця театру «Eliseo» в Римі. 
Розелла Фальк була подругою грецької оперної діви Марії Каллас, з 2004 по 2006 рік Фальк з величезним успіхом гастролювала Європою і світом з концертною програмою про велику оперну співачку «Vissi d'arte, vissi d'amore». 
Пішла з життя 5 травня 2013 в Римі, Італія.

## Фільмографія
- Guarany (1948)
- Donne proibite (1953)
- Vento del sud (1960)
- 8 e 1/2 (1964)
- Made in Italy (1965)
- 1966 — Модесті Блейз
- Più tardi Claire, più tardi... (1968)
- Quando muore una stella ] (1968)
- Alba pagana (1970)
- La Signora delle Camelie (1971)
- Il segno del comando (1971)
- La tarantola dal ventre nero (1971)
- Giornata nera per l'ariete (1971)
- Sette orchidee macchiate di rosso (1972)
- L'assassino... è al telefono (1972)
- I giorni del commissario Ambrosio (1988)
- Storie d'amore con i crampi (1995)
- Non ho sonno (2000)